# Maravedí

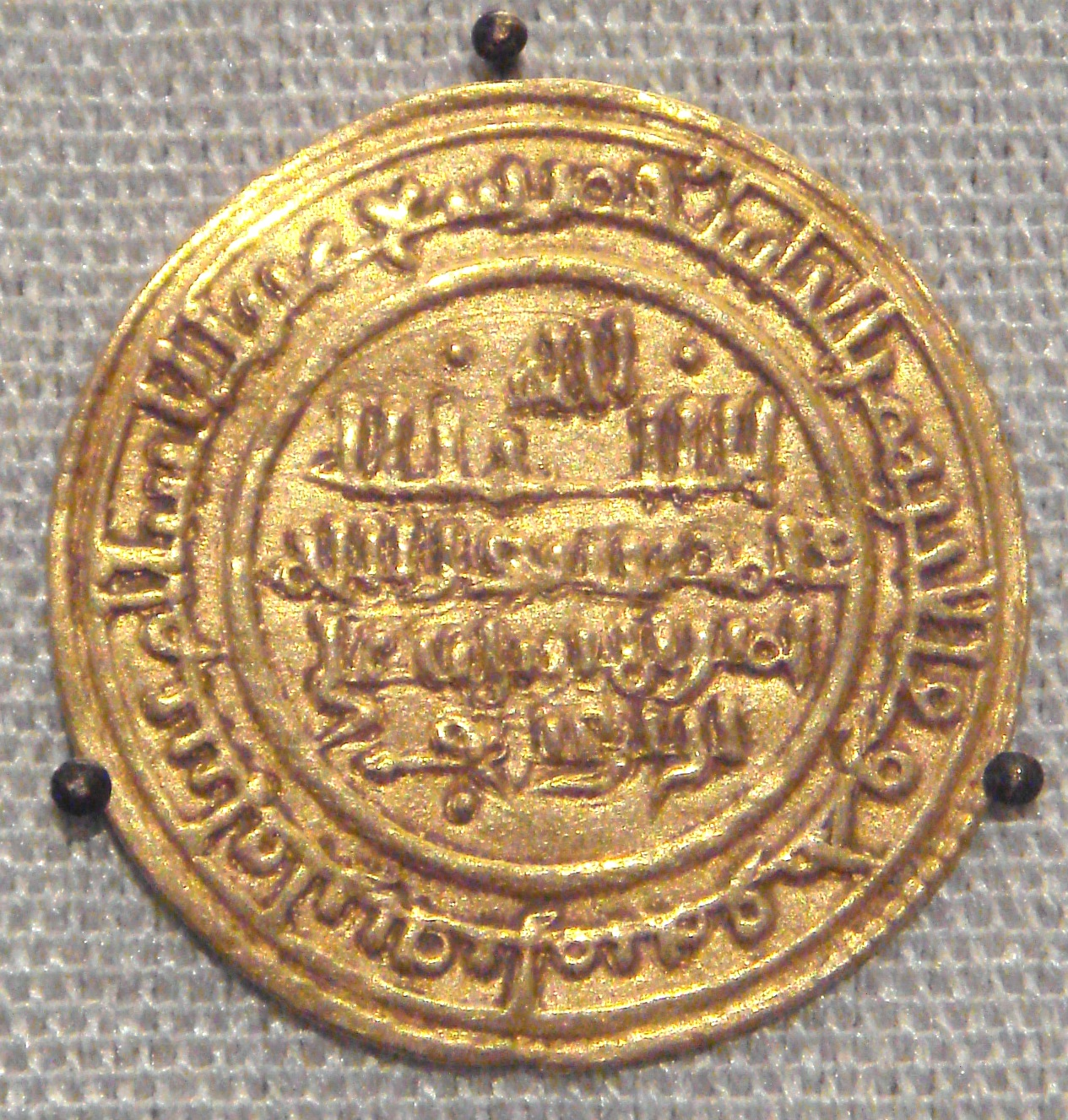
Golddinar, Almoraviden, Sevilla 1116

Der Maravedí, als Goldmünze auch Marabotin, war eine mehrere Jahrhunderte lang in Spanien gebräuchliche Münze und Rechnungswährung, er war die am längsten verwendete Währungseinheit Spaniens. Seine Geschichte begann im 12. Jahrhundert mit der ersten Prägung als ursprünglich münzbildlose Goldmünze von etwa 3,8 Gramm und führte über zahlreiche Abwertungen und die vorübergehende Verwendung als reine Rechnungswährung bis hin zu kleinen Kupfermünzen im Jahr 1854.

## Etymologie

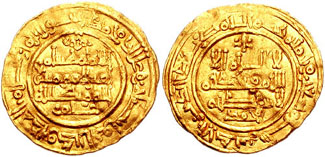
Golddinar, Hischam II., 3. Kalif von Cordoba (reg. 976–1009; 1010–1013), geschlagen 1006/07

Der Begriff ist abgeleitet von dem Namen der in Europa als Almoraviden (arabisch المرابطون, DMG al-Murābiṭūn, Singular مرابط / Murābiṭ) bekannten Berber-Dynastie, die zuerst diese Münze in al-Andalus (الأندلس / al-Andalus) als Goldmünze prägen ließen. Zunächst wurde der Begriff Morabatín verwendet, der im weiteren Gebrauch zu maravedí wurde. Die Vokabel Maravedí hat als Besonderheit drei verschiedene Pluralformen: Maravedís ist die gewöhnliche Pluralbildung, Maravedíses folgt der für Substantive mit der Endung -í oft verwendeten Form. Maravedíes ist eine nur selten verwendete Pluralbildung.

## Golddinare der Almoraviden bis zum 12. Jahrhundert

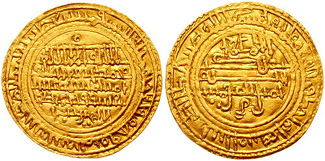
Golddinar, Almoraviden, Ali ibn Yusuf (reg. 1106–1143), geschlagen 1138/39

Bei der Eroberung von Teilen der iberischen Halbinsel im 8. Jahrhundert brachten die Mauren auch ihr eigenes Münzsystem mit. Dieses wurde in al-Andalus, einschließlich der im 10. Jahrhundert entstandenen Kalifate, den Taifa-Königreichen, und im Emirat von Granada bis zum Abschluss der Reconquista im Jahr 1492 angewandt. Bis zum 12. Jahrhundert hatten die Golddinare auch im christlichen Spanien als Zahlungsmittel Anerkennung erhalten. Die Handelspartner der Mauren im christlichen Spanien und im übrigen Europa verlangten eine Bezahlung in Goldmünzen. So wurden der Marabotin der Almoraviden und der Doppeldinar der Almohaden bis zum 12. Jahrhundert in ganz Europa bekannt und als Währung akzeptiert.

## Spanische Gold-Maravedís des 11. bis 13. Jahrhunderts
Die arabischen Maravedí wurden später von den christlichen Königen Nordspaniens nachgeahmt. Solche Goldmünzen existieren aus Kastilien von Alfons VIII., aus León von den Königen Ferdinand II. und Alfons IX., und als Morabitinos von den Königen Portugals. Dabei wurden die Münzgewichte beibehalten, so dass die Prägungen nicht wie die fast aller europäischen Königreiche auf dem Münzsystem der Karolinger basierten. Ein Maravedí entsprach einem arabischen Dinar.

### Kastilien

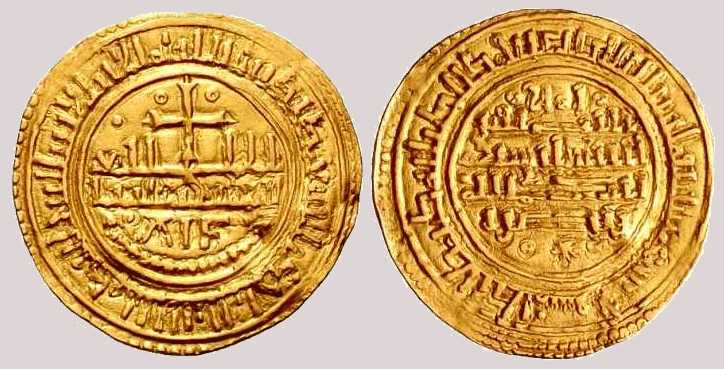
Maravedí, Alfons VIII. von Kastilien, Toledo 1213, links im Medaillon oben das Kreuz, unten „ALF“

Infolge des Übergangs der Herrschaft von den Almoraviden zu den Almohaden und dem Zerfall der Taifa-Königreiche kam es in Kastilien zu einem Mangel an Goldmünzen. Unter Alfons VIII. (reg. 1158–1214) wurde daher im Jahr 1172 die Prägung eigener Münzen beschlossen. Die von Alfons VIII. in Kastilien geschlagenen Golddinare wurden zur Unterscheidung von jenen der Almoraviden auch „Alfonsinischer Marabotin“ genannt. Die ersten in Toledo geschlagenen Münzen Kastiliens trugen, wie jene der Almoraviden, nur eine arabische Beschriftung. Die Gestaltung der Münzen führte dazu, dass sie wegen der erforderlichen Kenntnisse der arabischen Schrift nur in Toledo geschlagen werden konnten. Das machte die Stadt über Jahrhunderte zur bedeutendsten Münzstätte Spaniens. Dabei hatte die Verwendung der arabischen Schrift und der unveränderten Münzgewichte vorrangig die Funktion, dem Zahlungsmittel eine große Akzeptanz zu verschaffen.
Alfons VIII. verwendete die Gestaltung der Münzen dennoch auch als Mittel der Darstellung religiösen und politischen Verständnisses. Die später geschlagenen Münzen weisen ebenfalls eine arabische Beschriftung auf, vorderseitig befindet sich jedoch oben im Medaillon ein Kreuz als christliches Symbol. Darunter steht der Hinweis auf den Imam als höchste religiöse Autorität, wie bei den Münzen der Almoraviden ohne Nennung des Namens, aber hier als Bezug auf den Papst zu verstehen. In der untersten Zeile werden die Buchstaben ALF dargestellt, als namentliche Referenz an den weltlichen Herrscher und Münzherrn Alfons VIII. Die Umschrift ist ein Bekenntnis zum christlichen Glauben. Während die Münzen der Almoraviden an dieser Stelle den ersten Teil der Schahāda zitieren, wird auf den Münzen Alfons VIII. die Dreifaltigkeit genannt und erklärt, dass nur der Getaufte mit dem Ewigen Leben belohnt wird.
Die rückseitige Inschrift bezieht sich in arabischer Schrift auf den König. Während die Münzen der Almoraviden den jeweiligen Herrscher als Amīr al-Muslimīn bezeichnen, wählte Alfons VIII. die Bezeichnung Amīr al-Qatuliqīn, „Fürst der Katholiken“. Es folgt die Bezeichnung Alfons VIII. als Alfuns ben Sanǧu, „Alfons, Sohn des Sancho“, verbunden mit der Bitte an Gott um den Schutz des Monarchen. Die Umschrift der Rückseite nennt den Prägeort Toledo und die Jahreszahl 1224. Im Unterschied zu den almoravidischen Münzen, bei denen eine Jahreszahl in islamischer Zeitrechnung genannt wurde, zeigen die Münzen Alfons VIII. die Jahreszahlen nach der spanischen Era. Die Angabe der Jahreszahl ist für mittelalterliche Münzausgaben christlicher Herrscher ungewöhnlich und wurde erst im 16. Jahrhundert üblich. Die Jahresangabe auf der Münze bedeutet in christlicher Zeitrechnung 1186 n. Chr., weitere Prägungen zeigen umgerechnet die Angaben 1187 und 1213. Die alfonsinischen Maravedís wurden wegen ihres Status als offizieller Goldwährung und ihres einheitlichen Goldgehalts zur bevorzugten Goldmünze im christlichen Teil der iberischen Halbinsel. Die Prägung dieser Münzen wurde bis in die Herrschaft Heinrich I. fortgesetzt.

### León
Ferdinand II. von León (reg. 1157–1188) ließ nach den ersten Münzen Alfons VIII. von Kastilien ebenfalls Maravedí schlagen, die in Gewicht und Goldgehalt mit den Münzen Kastiliens übereinstimmen. Die Vorderseite der Münzen zeigt das Kopfbild des Königs, auf der Rückseite ist der berittene König mit erhobenem Schwert dargestellt. Die Münzen tragen keinerlei Hinweis auf die Mauren. Sie wurden als zweiter Maravedí alfonsí, als Maravedí de busto, Maravedí nuevo oder Maravedí leonés bezeichnet. Von diesen Münzen sind nur sehr wenige Stücke überliefert.
| Name     | Alternative Namen                                                       | Zeit                   | Anmerkungen |
| -------- | ----------------------------------------------------------------------- | ---------------------- | --- |
| Maravedí | Maravedí, Marabotin, Alfonsinischer Maravedí                            | 1172                   | Kastilien, Alfons VIII., keine bildlichen Darstellungen außer dem Kreuz, arabische Inschrift mit christlichem Bezug |
| Maravedí | Maravedí, Marabotin, Alfonsinischer Maravedí                            | 1186, 1187, 1213       | Kastilien, Alfons VIII., keine bildlichen Darstellungen außer dem Kreuz, arabische Inschrift mit christlichem Bezug |
| Maravedí | Maravedí, Marabotin, Maravedí de busto, Maravedí nuevo, Maravedí leonés | spätes 12. Jahrhundert | León, Ferdinand II., Büste Ferdinand II., Rückseite der berittene König, keine arabische Inschrift                  |

### Andere spanische „Maravedí“
Es gibt weitere Münzen aus dem spanischen Mittelalter, die in älterer Literatur gelegentlich zu den Maravedí gezählt, oder als deren direkte Vorläufer betrachtet werden. Alfons VI. von León ließ nach der Einnahme von Toledo um 1085 Dinare und Halbdinare aus Silber schlagen. Diese Münzen trugen als Beschriftung das islamische Glaubensbekenntnis „Es gibt keinen Gott außer Gott“, einen Hinweis auf das Jahr der Übergabe der Stadt und Toledo als den Ort der Herstellung. Im Jahre 1157 wurden unter Ferdinand II. von León (reg. 1157–1188) Silberdenare geschlagen, Leones, die sein Brustbild und einen zum Sprung bereiten Löwen zeigten.

## Maravedís im 13. bis 14. Jahrhundert

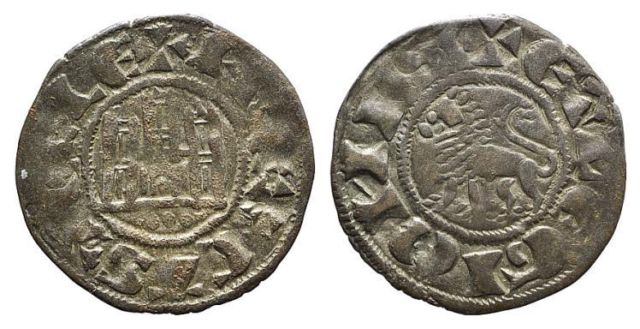
Pepion, Golddinar, Ferdinand III. von Kastilien (reg. 1217–1230)

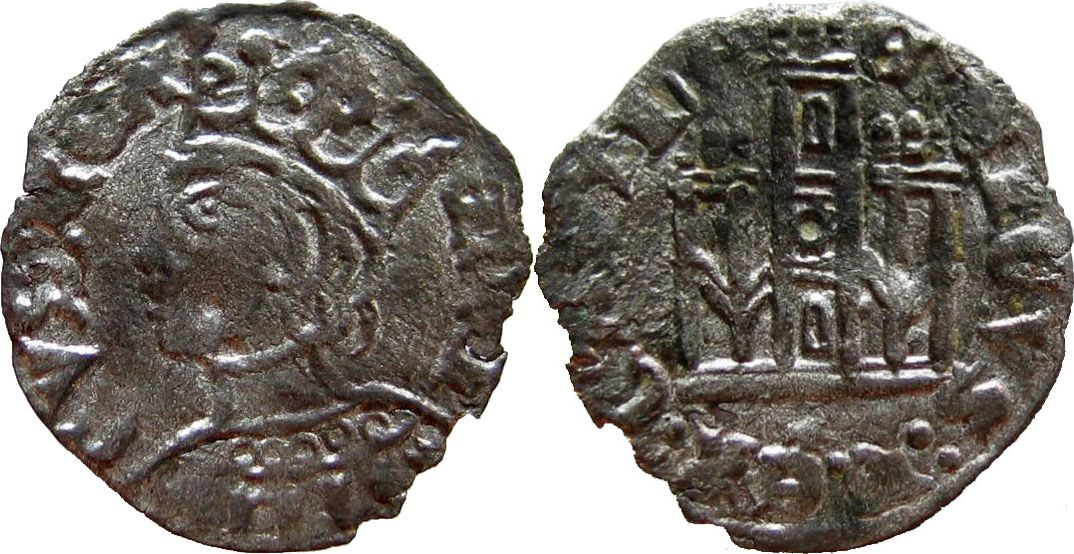
Cornado, Maravedí, Heinrich II. von Kastilien (reg. 1369–1379)

Unter Ferdinand III. (reg. 1217 bis 1230 Kastilien, bis 1252 Kastilien und León) wurden Goldmünzen im Gewicht des muslimischen Halbdinar geschlagen, die die Bezeichnung Maravedí bueno erhielten, aber nur drei Fünftel des Gewichts eines Alfonsinischen Maravedí hatten. Nachdem diese Münze in Umlauf gelangt war, wurde der muslimische Dinar als „doppelter Maravedí“ oder Dobla bezeichnet, darauf geht die Bezeichnung „Dublone“ zurück. Der Alfonsinische Maravedí, auch unter den Bezeichnungen Maravedí viejo, Maravedí castellano oder Alfonsí, blieb bis in die Herrschaft Alfons X. die wichtigste Goldmünze im Umlauf. Darüber hinaus ließ Ferdinand eine Silbermünze, den León, und die Pepiones schlagen, von denen 180 Stück auf einen Maravedí bueno gingen.
Im Jahr 1252 schaffte Alfons X. von Kastilien und León (reg. 1252–1284) den Silber-León Ferdinands und die Pepiones wieder ab. Er führte die silbernen Maravedís blancos oder Maravedís de los Burgaleses ein, sechs von ihnen entsprachen einem alten Gold-Maravedí. Diese Münzen erhielten später die weiteren Bezeichnungen Maravedís viejos, Moneda viejo oder Moneda blanca. Bereits nach sechs Jahren zog Alfons dieses Geld wieder aus dem Verkehr und ersetzte es durch Billonmünzen mit den Bezeichnungen Maravedíses negros, Maravedís de los Prietos oder Prietos, die als Münzen bis in das späte 15. Jahrhundert unter Isabella I. und Ferdinand II. geprägt wurden. Die Einführung einer bereits von Ferdinand III. vorbereiteten neuen Goldwährung, die sich an dem doppelten Dinar der Almohaden anlehnte und von ihm das Münzgewicht übernahm, war das Ende des Maravedí als Goldmünze. Gleichzeitig wurde die neue Währung nicht mehr auf die römische Libra, sondern auf die Kölner Mark berechnet. Auf diese Münzreform, bei der einer Golddublone ein Wert von 35 Maravedí zugeordnet wurde, geht auch die Verwendung des Maravedí als Rechnungseinheit zurück.
Im Jahr 1281 führte Alfons X. eine zweite Serie „weißer“ Münzen ein, die Blancos segundos oder Maravedís novenes. Vier Maravedís novenes entsprachen einem Maravedí de los Prietos, zehn Maravedís novenes einem Maravedí de los Burgaleses, oder sechzig Maravedís novenes einem alten Gold-Maravedí. Diese Münzen wurden während des 13. Jahrhunderts weiter geprägt, und unter Johann I. (reg. 1379–1390) als „gegenwärtige Maravedís“ bezeichnet, gegenüber den alten Maravedís de los burgaleses, die auch „Maravedís der guten Währung“ genannt wurden.
Zu den Münzen Alfons X. kamen im Jahr 1286 die durch seinen Nachfolger Sancho IV. (reg. 1284–1295) eingeführten Corónados, später auch Cornados genannt, von denen sechs einem „Burgalesen“ entsprachen. Bedeutender war die Einführung einer Serie neuer Goldmünzen durch Alfons XI. (reg. 1312–1350). Er schuf die Doblas, später auch Castellanos genannt, eine Goldmünze im Gewicht von zunächst 48 Doblas aus 989er Gold auf eine Kölner Mark, die im Münzwesen die Rolle des Maravedí übernahm. Unter der Herrschaft von Peter I. von Kastilien und León (reg. 1350–1369) wurde der Real de Plata mit 66 Reales auf eine Kölner Mark eingeführt, ein Maravedí entsprach 1⁄34 Real oder 1⁄30 Castellano.
Es gab auch Münzen zu zwei, vier, sechs und acht Maravedí, deren Wert häufig durch Gegenstempel geändert wurde. Unter der Herrschaft von Heinrich III. (reg. 1390–1406) gab es schließlich 132 verschiedene Münzen im Königreich. Der Mangel an kleinen Münzen für den alltäglichen Gebrauch und die größere Wertschätzung für die Goldmünzen aus Frankreich und anderen Ländern führten dazu, dass die spanischen Goldmünzen nach und nach in kleine ausländische Münzen umgetauscht wurden und das Staatsvermögen schwand. Ein Ergebnis war, dass alltägliche Geschäfte überwiegend mit ausländischen oder illegal hergestellten Kupfermünzen abgewickelt wurden.

## Maravedís im 15. und 16. Jahrhundert

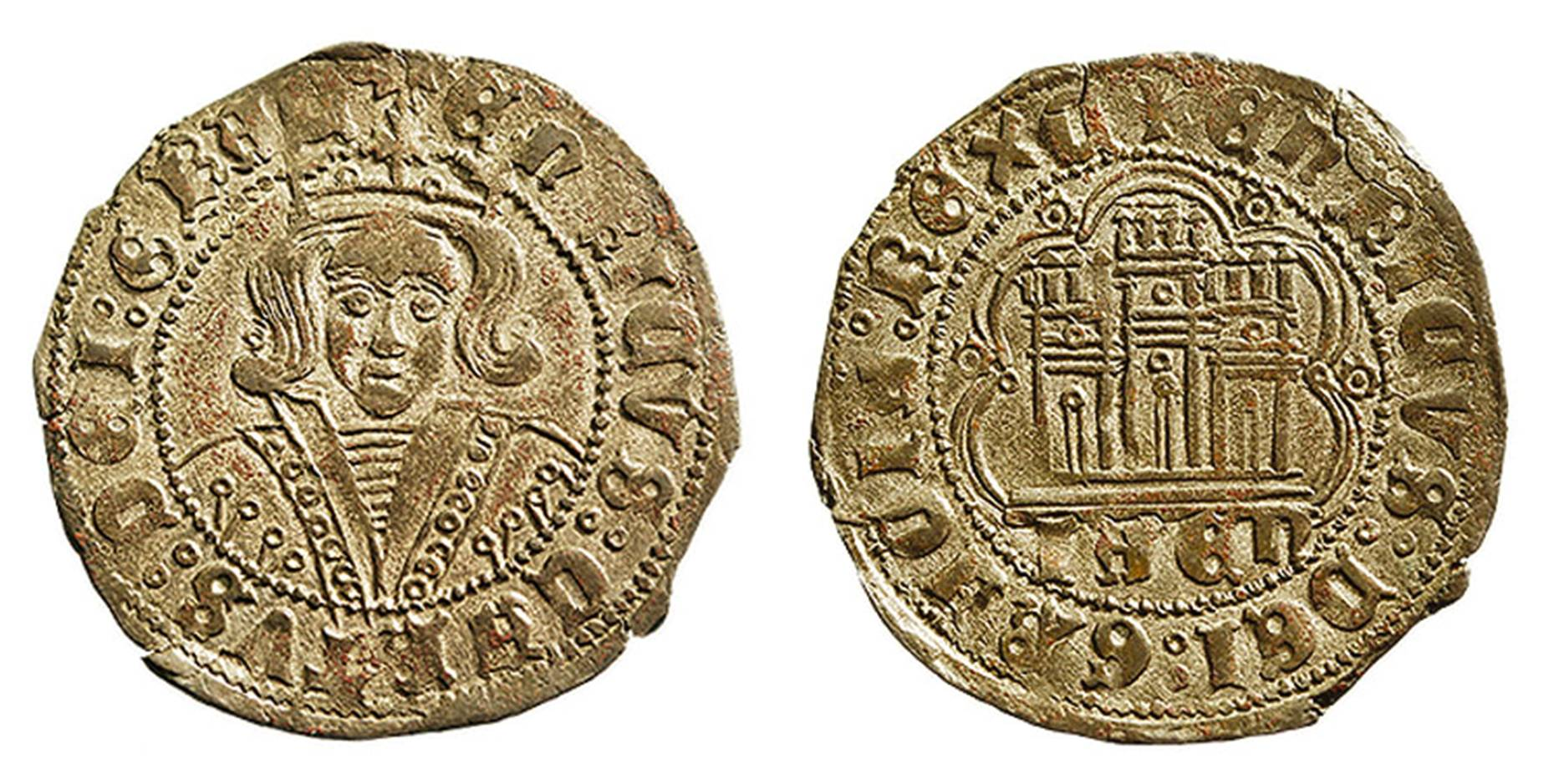
Cuartillo, Heinrich IV. von Kastilien (reg. 1454–1474)

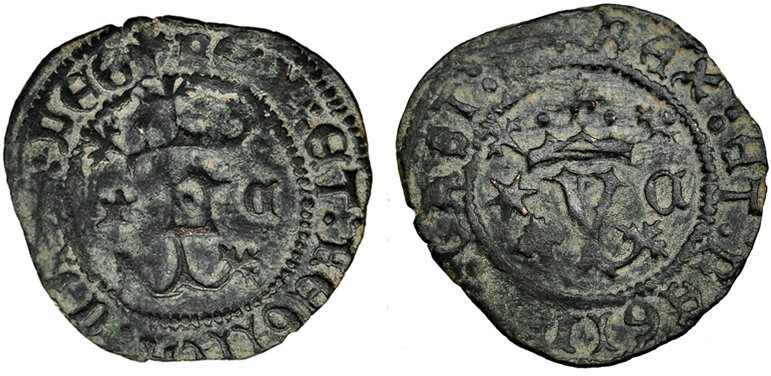
Blanca, Maravedí, Isabella I. von Kastilien und Ferdinand II. von Aragón (reg. 1474–1504)

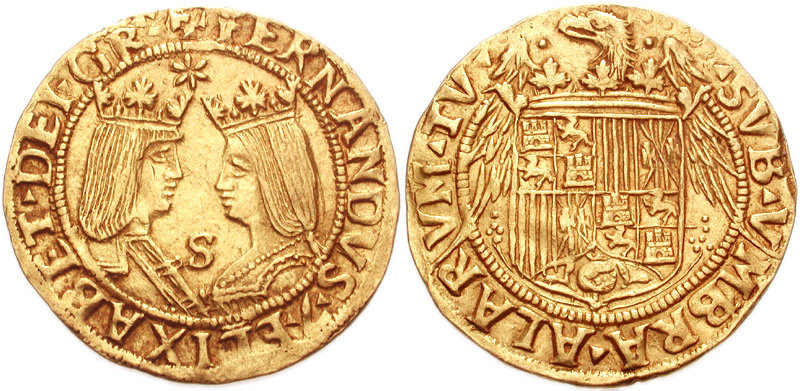
Doble excelente, 750 Maravedí, Katholische Könige, nach 1497

Im 13. und 14. Jahrhundert war das Münzwesen in Kastilien und León in Anarchie zerfallen. In dieser Zeit sank der Wert des für die Bevölkerung wichtigen Maravedí enorm, wurde eine Kölner Mark im Jahr 1312 noch mit 130 Maravedí berechnet, waren es wegen des verringerten Silberanteils 1474 bereits 2.210 Maravedí. Es gab mehr als 150 legale und zahllose illegale Münzstätten, der Goldgehalt der Münzen ging von 23,5 Karat bis herunter zu 7 Karat, der Silberwährung erging es ähnlich. Von den Billonmünzen gab es acht Klassen, die unterschiedliche Stückelungen des Real von 1⁄6 bis 1⁄58 repräsentierten und ihrerseits in verschiedenen Vielfachen oder Teilen existierten. Heinrich IV. versuchte ordnend einzugreifen und reduzierte die Zahl der Münzstätten auf sechs. Er reformierte die Währung und erklärte die alte Dublone unter den Bezeichnungen Enrique, Castellano oder, mit doppeltem Gewicht, Dobla castellana zur Goldwährung. Der Real de la Plata war die Silberwährung, und der Blanca oder Media blanca (halber Blanca) im Wert eines drittel oder sechstel Maravedí die kleinen Billonmünzen. Die Münzreformen Heinrich IV. sollten den Maravedí, der bis dahin vorrangig eine Bezeichnung für bestimmte Münzen war, zur allgemein verwendeten Rechnungseinheit machen. Es gelang Heinrich IV. jedoch nicht, seine Vorstellungen durchzusetzen.
Die Herrschaft von Isabella I. und Ferdinand II. (reg. 1474–1504) brachte bis zum Ende des Jahrhunderts elf neue Münzordnungen. Die von 1475 bestätigte die Münzordnung Heinrich IV. und legten den Wert eines Silberreal auf 30 Maravedí fest. Heinrichs Standard-Goldmünze Dobla Castellana wurde zum Excelente. Der Excelente hatte einen Wert von 870 Maravedí, entsprechend der Enrique oder Castellano 435 Maravedí. Die Dobla de la Banda, die nicht mehr geschlagen wurde aber weiter in Umlauf war, hatte einen niedrigeren Goldgehalt und ihr Wert wurde auf 335 Maravedí festgelegt.
Ab dem Jahr 1480 wurde der Real de la Plata, im Wesentlichen als Folge von Materialknappheit, auf einen Wert von 31 Maravedí zu jeweils 3 Blanca gesetzt. Für die Masse der Bevölkerung waren nur die kleinen Münzen von Bedeutung und so waren weiterhin die Blancas Heinrichs IV. in Umlauf, da 1475 keine Neuprägungen veranlasst wurden. Diese Kleinmünzen verschwanden nach und nach und wurden im Alltag durch ausländische Münzen ersetzt.
Im Jahr 1497 ersetzten Isabella I. von Kastilien und Ferdinand II. von Aragon den Excelente durch den venezianischen Dukaten als neue Goldmünze, da dieser in den christlichen Königreichen und Fürstentümern weiter verbreitet war. Die Prägung von halben, ganzen und doppelten Dukaten wurde angeordnet, der Doppeldukat war dabei die am häufigsten geprägte Goldmünze. Der neue Golddukat erhielt in Anlehnung an die alte Dublone den Namen Excelente oder Excelente de la Granada, die Namensgebung spielte auf die fünf Jahre zuvor erfolgte Übergabe der Stadt Granada durch die Mauren an. Der neue Excelente hatte einen Wert von 375 Maravedí. Als Silberwährung wurde der Real de la Plata bestätigt, ein Real entsprach jetzt 34 Maravedís. Der Maravedí wurde nun nicht mehr in drei, sondern in zwei Blancas aufgeteilt.
Vierzig Jahre später (1537) wurde das Verhältnis des Maravedí zur Goldwährung geändert, auf einen Dukaten kamen nun 350 Maravedís, und ab 1566 400 Maravedís. Das Verhältnis zum Silber blieb beide Male unverändert. Der Maravedí war jetzt im Alltag der Bevölkerung die Rechnungseinheit, obgleich es keine Münzen dieses Namens gab. Wenn Abrechnungen in Real oder Dukat erfolgten war eine Umrechnung in Maravedí auf der Basis der festgelegten Verhältnisse von Gold-, Silber und Billonwährung zueinander problemlos möglich. Das Ziel, die umlaufenden illegalen und ausländischen Kleinmünzen zugunsten des neuen Kleingelds zurückzuziehen, wurde allerdings nicht erreicht.

## Maravedís im 17. bis 18. Jahrhundert

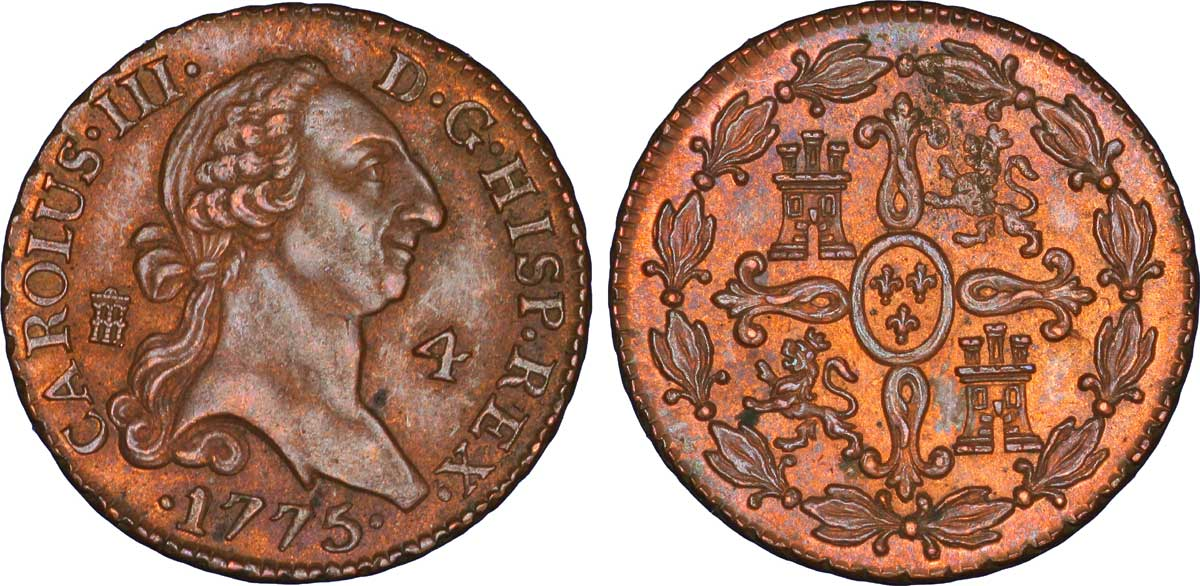
4 Maravedís, Karl III. von Spanien (reg. 1759–1788)

Im 17. und 18. Jahrhundert kam es zu einem dramatischen Anstieg der Ausgabe von Billonmünzen, so dass deren Wert rasch verfiel. Der Maravedí wurde im Jahr 1609 gegenüber dem Escudo um 10 % abgewertet, so dass dieser jetzt 440 Maravedí wert war. Gleichzeitig wurden auf Gold- und Silbermünzen hohe Aufschläge auf den festgesetzten Umrechnungswert gegeben, diese Münzen verschwanden daraufhin in großer Zahl aus dem Umlauf. 1625 wurden derartige Aufschläge von mehr als 10 % unter Androhung schwerster Strafen verboten; die Grenzen wurden 1636 auf 25 % und 1641 auf 50 % angehoben. Ab dem Jahr 1642 wurde der Real in 45 Maravedí eingeteilt. Bis 1680 erreichte die Golddublone einen Wert von 110 Real in Billonmünzen, und der Silberreal hatte einen Wert von 29 Real in Billon.
Ab dem Jahr 1686 wurde der Escudo de la Plata als neue Münze eingeführt, der eine Reduzierung des Silbergewichts um 25 % vorsah, ohne die vorhandenen Münzen außer Kurs zu setzen. Das hatte zur Folge, dass nunmehr zwei Silberwährungen nebeneinander existierten. Auch eine neue Billonwährung wurde geschaffen, ebenfalls ohne die alte Billonwährung abzuschaffen. Bis in das 19. Jahrhundert wurden immer wieder Münzreformen durchgeführt, die den Reinheitsgehalt und das Gewicht der Gold- und Silbermünzen betrafen. Deren Ziel, die beständige Höherbewertung der Gold- und Silberwährung im Vergleich zur Kupferwährung abzustellen, wurde mit keiner Maßnahme erreicht.
| Name      | Maravedís     | Einführung (Könige)                  | Anmerkungen                                                      |
| --------- | ------------- | ------------------------------------ | ---------------------------------------------------------------- |
| Blanca    | ½ Maravedí    | 1492 (Ferdinand II. und Isabella I.) |                                                                  |
| Cuartillo | 8 ½ Maravedís | 1566 (Philipp II.)                   |                                                                  |
| Cuarto    | 4 Maravedís   | 1566 (Philipp II.)                   |                                                                  |
| Medio     | 2 Maravedís   | 1566 (Philipp II.)                   |                                                                  |
| Blanco    | ½ Maravedí    | 1566 (Philipp II.)                   |                                                                  |
| Cuarto    | 4 Maravedís   | 1599 (Philipp II.)                   | reines Kupfer                                                    |
| Ochavo    | 2 Maravedís   | 1599 (Philipp II.)                   | reines Kupfer                                                    |
| Molino    | 16 Maravedís  | 1660 (Philipp IV.)                   | die letzten Billonmünzen, nachfolgende Ausgaben waren aus Kupfer |

## Ende der Maravedís im 19.Jahrhundert

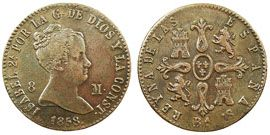
8 Maravedís, Isabella II. (1858, Fälschung)

Alle Münzreformen seit 1497 hatten das Verhältnis des Silberreal zum Maravedí unangetastet belassen. Im Jahr 1834 wurde der Gegenwert des Silberreal von 34 auf 32 Maravedí gesenkt, gleichzeitig wurde der Silbergehalt des Real auf 875⁄1000 reduziert. Ein zweites Gesetz zielte darauf ab, den Umlauf französischer Münzen zu unterbinden. Auch diese Maßnahmen erbrachten nicht den gewünschten Erfolg. 1847 wurde für den Real das Dezimalsystem mit einem Real zu 100 Centimos beschlossen, seit 1859 gilt in Spanien nur noch das von Frankreich übernommene Dezimalsystem. Das letzte Mal wurde der Maravedí 1854 als Münze ausgegeben, mit einem Bildnis von Königin Isabella II. von Spanien. Zu diesem Zeitpunkt waren im Rahmen der Umstellung der spanischen Währung auf das Dezimalsystem bereits Centimos im Umlauf. Bei den Münzen zu 8 Maravedí mit dem Prägejahr 1855 oder 1858 handelt es sich um Fälschungen.

## Maravedís außerhalb Spaniens
Mit dem Real de Plata gelangte der Maravedí auch in die spanischen Besitztümer in Übersee und wurde dort zur Währungseinheit.

### Hispaniola (16. Jahrhundert)

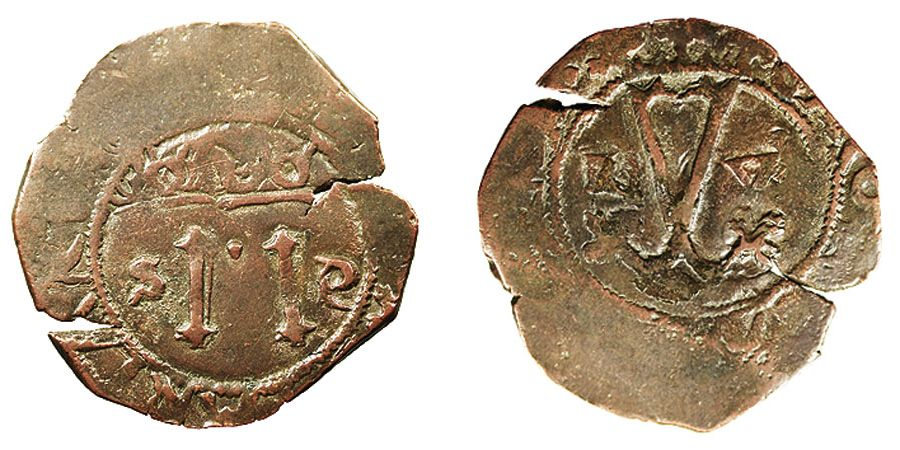
4 Maravedís, Johanna I. von Kastilien und Karl I. von Spanien, Santo Domingo (Hispaniola), um 1520

Im frühen 16. Jahrhundert verwendeten die Spanier Barren und Platten aus einheimischem unreinem Gold, in die sie Wertangaben entsprechend der spanischen Währung schlugen. Später kursierten in großem Umfang gefälschte spanische Goldmünzen, die Hauptwährung war der Silberreal. Um 1528 wurde beklagt, dass der Goldgehalt des Peso d'Oro nur 19 Karat oder weniger betrage, dennoch wurden für die Münze 450 statt 375 Maravedí als Wert angegeben. Bis zur Mitte des 16. Jahrhunderts wurde wiederholt der Mangel an kleinen Münzen beklagt, einschließlich des Silberreals. Ein Problem war der Unterschied in der Bewertung des Reals, der in Spanien 34 Maravedí betrug, auf Hispaniola jedoch 44 Maravedí. Ein königliches Dekret von 1538 legte 34 Maravedí für einen Real fest, doch zu diesem Zeitpunkt waren bereits sehr große Mengen Reales in Umlauf. Die Neuregelung führte dazu, dass die Prägung von Silbermünzen stark zurückging, und die Beschwerden über das „schlechte Geld von Hispaniola“ hielten bis 1565 an.

### Oran (Nordafrika, 17. Jahrhundert)
Im 17. Jahrhundert wurde die nordafrikanische Stadt Oran wiederholt von Spanien besetzt. 1618 und 1691 erschienen Lokalmünzen mit dem gekrönten Wappen von Kastilien und León und der rückseitigen Aufschrift ORAN. Die Münzen wurden in Toledo geschlagen und die Währungsbezeichnung war der Maravedí.

### Isla Margarita (Südamerika, 1810)
Im Jahr 1810 erklärte sich die Isla Margarita, heute ein Teil Venezuelas, für unabhängig und schloss sich kurze Zeit später dem ehemaligen spanischen Vizekönigreich Neugranada an. In dieser Zeit wurden Münzen zu 4 Maravedí oder Medaillen herausgegeben. Vorderseitig zeigen sie drei Männer in einem Boot mit der Umschrift MARGARITA PERLA PRECIOSA, rückseitig die Aufschrift DA FX DIA 4 DE MAIO 1810, wobei die Ziffer mittig steht und von sieben Sternen umringt ist. Ob es sich um Münzen zu vier Maravedí handelt, oder nur um Medaillen, mit denen der 4. Mai als Tag der Unabhängigkeit gefeiert werden soll, konnte von der numismatischen Forschung noch nicht entschieden werden.

## Der Maravedí in der Alltagskultur
In Miguel de Cervantes’ Werk Don Quijote (erschienen 1605 und 1613) wird der Maravedí 13-mal erwähnt. An einer Stelle sinniert der Titelheld über arabische Lehnwörter im Spanischen, die überwiegend mit Al- beginnen, und nennt den Maravedí als eines von nur drei aus dem Arabischen stammenden Wörtern, die nicht mit Al- beginnen, aber auf -i enden.
Die Kupfermünzen zu zwei und vier Maravedí hatten auch in der Umgangssprache eigene Bezeichnungen. So wurde der Zweier Ochavo genannt, und der Vierer Cuarto. Darüber hinaus gab es Bezeichnungen für Münzen, die einen Bruchteil eines Maravedí darstellten. Ein Blanca entsprach einem halben oder drittel Maravedí. Ein Cornado, benannt nach dem gekrönten König als Münzbild, war 1⁄6 Maravedí. Der Maravedí ist, ähnlich wie im Deutschen der „Groschen“ oder der „Heller“, selbst oder mit einer der Bezeichnungen für seine Vielfachen in eine Reihe von Redewendungen eingegangen. Auch der deutsche Ex-Kaiser Wilhelm II. benutzte das Wort in diesem Sinn bei einer Aussage zur Finanzierung des Militärs in seinen Memoiren: „Die Armee bekam deswegen nicht einen Maravedi mehr, sondern auch nur das, was der Kriegsminister nach dem Etat für sie anforderte und erhielt.“